# 圣玛丽德瓦蒂梅尼勒
圣玛丽-德瓦蒂梅尼勒（法語：Sainte-Marie-de-Vatimesnil，法語發音：[sɛ̃t maʁi də vatimɛnil]）是法国厄尔省的一个市镇，属于莱桑德利区。

## 地理
圣玛丽-德瓦蒂梅尼勒（49°16'39"N, 1°35'5"E）面积7.35 平方千米，位于法国诺曼底大区厄尔省，该省份为法国北部内陆省份，北起滨海塞纳省，西接奧恩省和卡爾瓦多斯省，南至厄尔-卢瓦省，东临瓦兹省、瓦兹河谷省和伊夫林省。
与圣玛丽-德瓦蒂梅尼勒接壤的市镇（或旧市镇、城区）包括：埃特雷帕尼、绍万库尔-普罗沃蒙、韦克桑地区加马什、韦克桑地区维莱、穆夫莱讷、里什维尔、阿克维尔。
圣玛丽-德瓦蒂梅尼勒的时区为UTC+01:00、UTC+02:00（夏令时）。

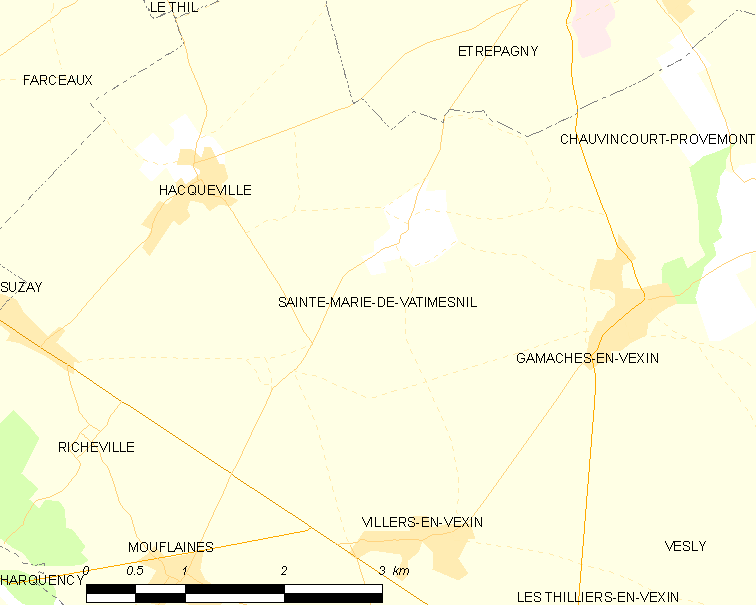
圣玛丽-德瓦蒂梅尼勒的OSM定位图

## 行政
圣玛丽-德瓦蒂梅尼勒的邮政编码为27150，INSEE市镇编码为27567。

## 政治
圣玛丽-德瓦蒂梅尼勒所属的省级选区为日索尔县。

## 人口

1962-2008年间圣玛丽-德瓦蒂梅尼勒人口变化图示

圣玛丽-德瓦蒂梅尼勒于2022年1月1日时的人口数量为268人。